# Los Reconoces
Los Reconoces fue una formación musical española fundada en Madrid en 1992. por Eduardo García Martín (Luter), Jorge Ortuño y Julio Murciano. Los Reconoces fue el primer proyecto musical donde participaron. Con el tocaron por todo el circuito madrileño grabando su primera maqueta "X dinero" en 1996 en los estudio Oasis de la mano de Mamen (fallecida hace algunos años), la madre del primer bajista de la banda Jaime Climent. La primera maqueta tenía 4 temas. Luego vendrían otras dos más llamadas "El producto de los 90" en 1997 y "En tus manos" en 1999.
Tienen tres discos editados hasta la fecha: Me lo guiso como puedo, Segunda Impresión y Se me secan los mares. En sus grabaciones han colaborado grupos como Marea, Despistaos, Canallas o Envidia Kotxina, entre otros. 
En diciembre de 2006 los miembros del grupo decidieron dejar el proyecto por un tiempo indefinido.
Después de ocho años de ausencia en las tablas. La banda decide volver a tocar juntos para dar un único concierto en la sala Penélope de Madrid el día 24 de noviembre de 2015. Editándose justo un año más tarde por Rock Estatal Records como un disco triple más un DVD con las imágenes de la grabación de esa noche más un documental sobre Los Reconoces en donde los miembros hablan y hacen un recorrido por todos los años que estuvieron juntos. De este modo devuelven a toda su audiencia la deuda que tenían de dar un concierto de despedida que nunca pudieron por como se sucedieron los acontecimientos. El resultado es una noche en la que la sala se llenó de seguidores de todas las partes del mundo en donde se vivieron más de dos horas de alegría contagiada y un repaso a su carrera musical coreada por las más de 800 personas que estaban allí concentradas. Un punto final emotivo a una de las bandas con más personalidad de nuestro rock patrio y un lujo para el que pudo vivir esa gran noche.

## Discografía

### De 1994 a 1999

#### Por dinero (1996) – El producto de los 90’ (1997) – En tus manos (1999)
En 1994 Luter junto a Julio Murciano (guitarra), Jorge Ortuño “Joris” (batería) y Jaime Climent (bajo) crean Los Reconoces. Con esta formación llegan a grabar dos maquetas: Por dinero (1996) y El producto de los 90’ (1997), y a tocar en los lugares más variados. Un año más tarde Jaime Climent abandona la banda y entran David Fernández (bajo) y José Luis Martínez “Búho” (guitarra), siendo solo por un tiempo cinco miembros los que registran En tus manos (1999), con la que amplían su rango de actuaciones y ganan varios concursos. Julio Murciano también se marcha y el resto decide embarcarse en su primer álbum.

### De 2000 a 2006

#### Me lo guiso como puedo (2000)
En el año 2000 Luter, Joris, David y Búho deciden contar con la producción de Michel Molinera (cantante y guitarra de Canallas) que les apadrina y aconseja grabar en los estudios Montepríncipe de Boadilla del Monte a cargo de Carlos Suárez (Los Cardicacos) como técnico, el disco se va a titular Me lo guiso como puedo haciendo referencia al interés que tuvieron algunas compañías pero que no se materializó en nada concreto, teniendo al final que utilizar la autoedición. Les permite salir fuera de Madrid y a día de hoy es de los más buscados ya que su tirada fue muy corta.

#### Segunda impresión (2002)
Después de la buena acogida del disco anterior, Michel Molinera decide montar Grabaciones El Coyote, una pequeña compañía con la que editará el segundo trabajo de Los Reconoces, llevándolos a grabar a los estudios Producciones Peligrosas en Peligros (Granada), cuentan con un puñado de temas nuevos y con más medios, incluso se llega a incluir en el CD un making-off y se hace un videoclip de No creó nada. Empiezan a tocar con asiduidad por todos los rincones. Colaboran Daniel Marco (Despistaos), Kutxi Romero y Kolibrí Díaz (Marea), Ziku y Ángel (Envidia Kotxina) y Daniel Patá (Zurribanda).

#### Se me secan los mares (2004)
El grupo sigue creciendo y deciden fichar por El Diablo (Muxxic), editarán este último trabajo con mayor tiempo y calidad, grabado en los estudios Sonoland bajo la producción de Daniel Marco. Se realiza también un videoclip de Contra-tiempos-inertes dirigido por Kike Babas y Kike Turrón; la banda tiene más presencia en festivales y respuesta en sus salidas fuera de Madrid, incluso ofertas para una gira en México que nunca realizan. En diciembre de 2006 deciden separarse dejando a un puñado de seguidores perplejos por su repentino abandono, llenando una sala de Guadalajara de la noche a la mañana sin ser este su feudo.

### 2015

#### Una luz entre la niebla (2015)
Después de ocho años de ausencia en las tablas. La banda decide volver a tocar juntos para dar un único concierto en la sala Penélope de Madrid el día 24 de noviembre de 2015. Editándose justo un año más tarde por Rock Estatal Records como un disco triple más un DVD con las imágenes de la grabación de esa noche más un documental sobre Los Reconoces en donde los miembros hablan y hacen un recorrido por todos los años que estuvieron juntos. De este modo devuelven a toda su audiencia la deuda que tenían de dar un concierto de despedida que nunca pudieron por como se sucedieron los acontecimientos. El resultado es una noche en la que la sala se llenó de seguidores de todas las partes del mundo en donde se vivieron más de dos horas de alegría contagiada y un repaso a su carrera musical coreada por las más de 800 personas que estaban allí concentradas. Un punto final emotivo a una de las bandas con más personalidad de nuestro rock patrio y un lujo para el que pudo vivir esa gran noche.